# Kaminak Lake
Der Kaminak Lake ist ein See im kanadischen Territorium Nunavut.

## Lage
Der See liegt im Norden Kanadas, 230 km südsüdöstlich von Baker Lake sowie 80 km westlich der Hudson Bay. Südlich des Sees liegt der Maguse Lake. Die Wasserfläche beträgt etwa 511 km². Der See wird vom Ferguson River in östlicher Richtung durchflossen und zum benachbarten Quartzite Lake und zur Hudson Bay entwässert.